# Iragna
Iragna es una comuna suiza del cantón del Tesino, localizada en el círculo y distrito de Riviera. Limita al norte con la comuna de Personico, al este con Biasca, al sureste con Osogna, al sur con Lodrino, y al suroeste con Lavertezzo.